# Brand (Zeitschrift)

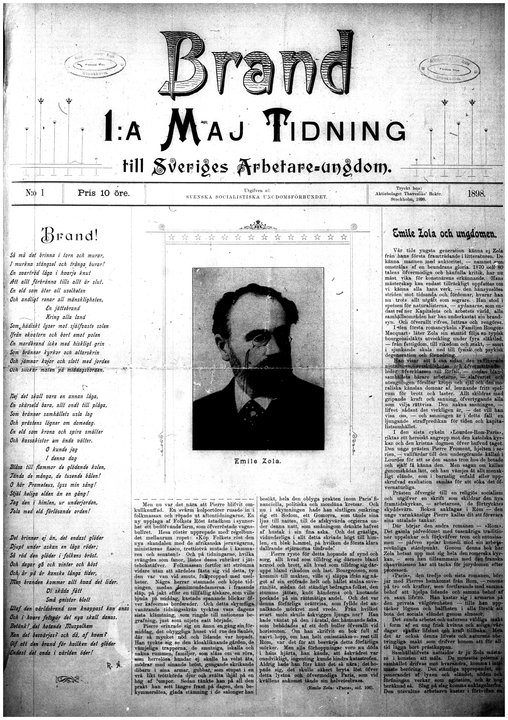

Brand ist die älteste anarchistische Zeitschrift Schwedens. Die Zeitschrift  wurde ab 1898 von den Jungsozialisten, eine der Sozialdemokratischen Partei nahestehenden Schwedischen Sozialistische Jugendvereinigung in Stockholm herausgegeben. Heute bezeichnet sie sich selbst als „radikale Kulturzeitschrift“ und hat ihren Sitz in Malmö.
Mehrere bekannte Persönlichkeiten schrieben für Brand, darunter Harry Martinson, Eyvind Johnson, Karin Boye und Nils Ferlin.

## Kontroversen
Nachdem Brand Artikel veröffentlichte, in denen die Leser aufgefordert wurden mit Brandbomben zu trainieren und Polizisten anzugreifen, meldete dies die Säkerhetspolis dem Justizkanzler, woraufhin die Geschäftsführung der Druckerei in der Brand erschien, angeklagt wurde. Eine Mitarbeiterin der Zeitschrift wurde wegen Aufwiegelung angeklagt. Der Druck wird seitdem von der syndikalischen Gewerkschaft Sveriges Arbetares Centralorganisation übernommen.